# Società Sportiva Signa 1914
La Società Sportiva Signa 1914 Associazione Dilettantistica è una società calcistica italiana con sede nel comune di Signa, nella città metropolitana di Firenze. Milita in Eccellenza, quinta divisione del campionato italiano.
Dal 1926 al 1988 ha rappresentato anche il confinante comune di Lastra a Signa col nome di Società Sportiva Le Signe.

## Storia
La nascita del Signa 1914 avvenne grazie ad una situazione economica favorevole, in cui c'era il tempo di dedicarsi ad attività sportive e ludiche, oltre alla politica e all'economia. Seguendo così l'esempio di alcune città italiane che crearono le squadre della propria città su modello di formazioni inglesi (come ad esempio l'Inter, il Milan e il Genoa), anche a Signa venne fondata nel 1914 una propria squadra di calcio, chiamata Società Sportiva Signa. Nei primi anni la squadra signese non disputò in campionati o tornei ma si limitò soltanto a sfidare altre formazioni locali. Con l'inizio della prima guerra mondiale, le attività agonistiche si fermarono per riprendere solamente a fine guerra. Il Signa venne iscritto alla F.I.G.C. nel 1920 e poté quindi partecipare ad un campionato ufficiale. L'esordio avvenne durante il campionato 1920-21 nella Terza Categoria Toscana (quella che oggi sarebbe la Promozione Toscana) e fu subito promossa nel campionato di Promozione Toscana (l'attuale Eccellenza). Vari furono i successi ottenuti dalla squadra in quegli anni, come la clamorosa vittoria per 18-0 il 21 gennaio 1923 contro il Prato o contro l'Empoli (2-1 per il Signa) oppure la vittoria per 7 a 0 contro il Siena. Subendo l'egemonia politica fascista dal 1926, la squadra signese cambiò nome in Società Sportiva Le Signe, divenendo rappresentante anche del confinante comune di Lastra a Signa. Nel 1929 iniziò la costruzione del nuovo Stadio Intercomunale delle Signe, inaugurato nel 1933. Nello stesso anno la squadra fu chiamata ad inaugurare la nuova formazione calcistica di Firenze, la Fiorentina. La partita vide il club delle Signe vincere per 2-1 come riportato da un articolo de La Nazione dell'epoca:
(La Nazione, 20 settembre 1926)

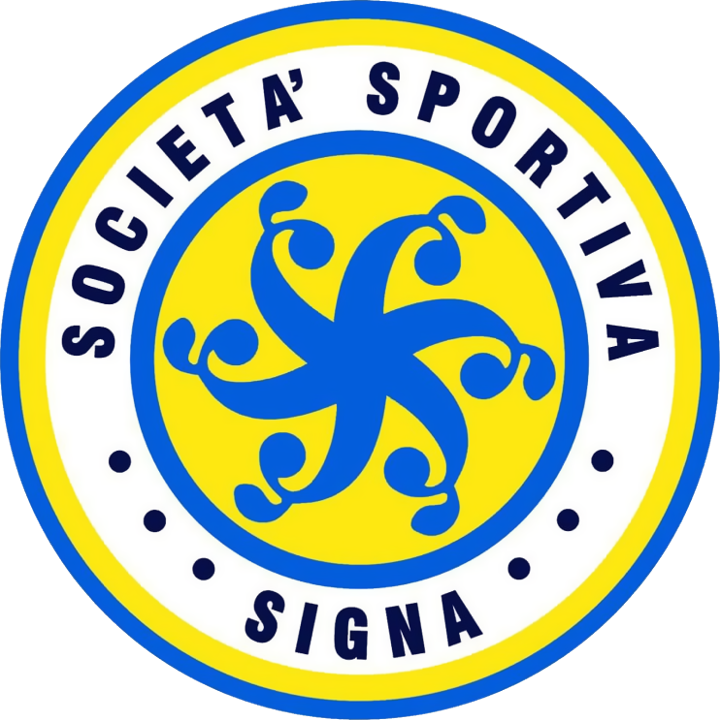
Stemma Signa 1914

Col passare degli anni e con il cambiamento dei tornei calcistici in Italia attraverso la creazione dei campionati di Serie A, B e successivamente Serie C, Le Signe disputò dal 1929 buone stagioni anche se fu protagonista di un fatto grave durante quello stesso anno. Infatti in un match giocato in casa contro il Piombino, dopo un goal annullato, il pubblico signese si riversò sul campo maltrattando l'arbitro. Ciò costò alla società l'impossibilità di proseguire il campionato e fece rischiare la retrocessione diretta anche se quest'ultima fu evitata grazie le influenze politiche della presidenza signese. Nel corso degli anni disputò una serie di stagioni altalenanti che culminarono con la promozione della squadra signese in Serie C. Il Signe continuò la sua permanenza in questa categoria anche durante la seconda guerra mondiale fino al 1948 quando venne retrocessa in Promozione. Da qui in poi ottenne risultati deludenti, disputando in campionati e tornei minori. Solo in tre stagioni (quelle tra il 1967-68 e il 1970-71) la squadra ottenne la Serie D. Nel 1988 ritorna la storica denominazione di S.S. Signa 1914. Al 2025 il Signa milita nel campionato Eccellenza.

## Strutture

### Stadio
Il Signa dal 1933, anno d'inaugurazione, disputa le proprie partite casalinghe allo Stadio del Bisenzio, inaugurato col nome di Stadio Intercomunale delle Signe. L'impianto infatti ospitava le partite della società che in quegli anni si chiamava "SS Le Signe", che rappresentava sia Signa che l'adiacente  Lastra a Signa, come testimoniano anche gli stemmi dei due comuni posti all'ingresso monumentale. In epoca fascista, come la maggior parte degli impianti sportivi all'epoca, era chiamato anche "Stadio del Littorio". Per permetterne la costruzione furono demolite le case che occupavano il terreno alla confluenza del Bisenzio e dell'Arno. In origine, il campo, faceva parte di un complesso sportivo con annessi campo da tennis e tiro al volo.  Altra caratteristica interessante della struttura d'ingresso dell'impianto è il forte rimando ad un tempio dell'antica Roma.

## Tifoseria

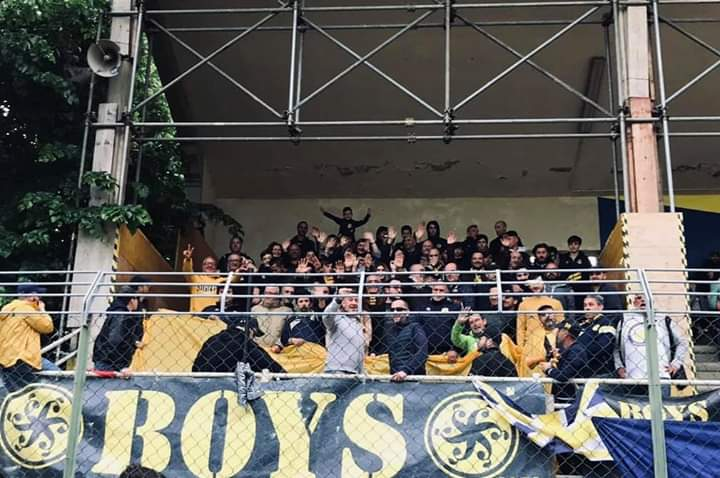
Tifoseria del Signa

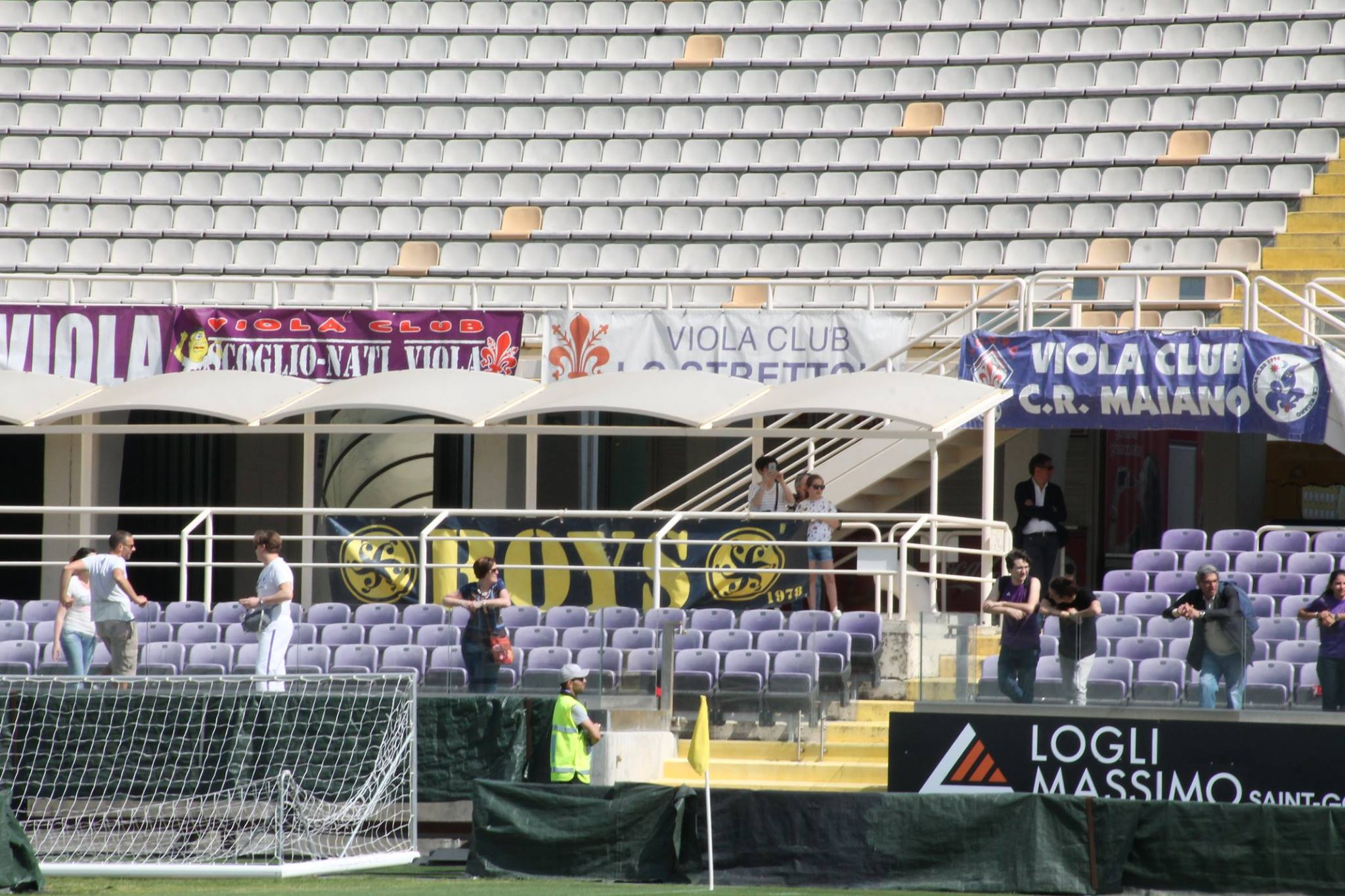
Striscione dei tifosi del Signa all'Artemio Franchi di Firenze per un'amichevole contro l'ACF Fiorentina, finita 13-0 per i viola

Fino alla stagione 2023/2024, il Signa ha avuto una tifoseria organizzata, i "Boys Signa", che hanno annunciato lo scioglimento del gruppo con un post sui social, dichiarando di non avere più le "condizioni adatte" per proseguire la loro avventura.

La rivalità principale è chiaramente quella con i vicini di casa della Lastrigiana, ma è nata anche una forte inimicizia con la squadra del Siena, in seguito a degli eventi avvenuti il 10 marzo 2024 al fischio finale di una partita di campionato tra le due squadre, terminata 1-1: al termine della gara, la tifoseria bianconera ha accerchiato il settore ospiti signese, schernendo i tifosi fiorentini con insulti e minacce di violenza. Un punto interessante è che nel settore ospiti occupato dai tifosi gialloblu, non era neanche presente il gruppo ultras del Signa, ma principalmente, donne, bambini e anziani. I supporters signesi sono poi usciti scortati dalla polizia. 

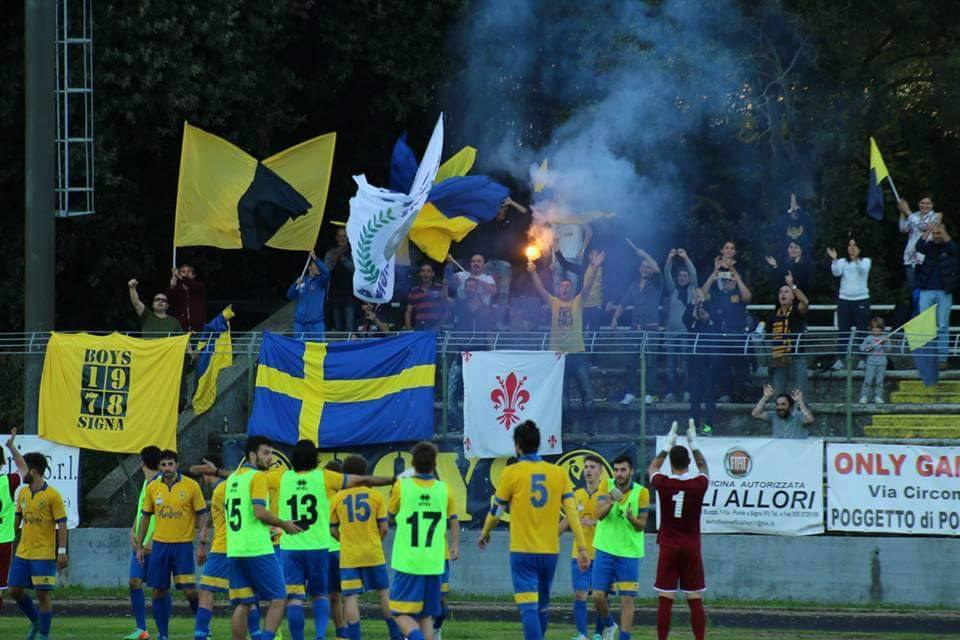
Tifo gialloblu che acclama i propri giocatori

## Inno
Il Signa 1914 possiede un inno, pubblicato in occasione della festa per la promozione in Eccellenza Toscana 2015-2016 nell'aprile 2015, che viene utilizzato all'ingresso in campo dei giocatori gialloblù prima delle partite casalinghe. 
Testo:
"Da Firenze guardo e vedo la piana,
spunta il colle e il castello di Signa,
sulla torre che guarda il Bisenzio
c'è un campo, è quello del Signa.
[Ritornello]
Signa segna, giallo-blu
nel mio cuore ci sei tu
Signa segna, giallo-blu
del '14 sei tu,
guardo in alto e c'è la su
il canarino giallo-blu,
guardo in alto e c'è la su
il canarino giallo-blu
Guardo in campo ed entra la squadra,
la tribuna ormai è gremita,
la partita di tutta la vita,
forza grida e canta con noi!
[Ritornello]
La sportiva ormai è schierata,
nei ragazzi si sente l'orgoglio
di vestire la gloriosa maglia
di un Signa che 100 anni ha
Sai chi gioca insieme a noi?
Fulvio Nesti è lì con voi,
e nel mezzo sai chi c'è?
Pandolfini accanto a te
di chi attacca 'un ti fidar!
Gonfiantini ormai è la
lancia su e la chi c'è?
Puskás gioca lì con te!
[Ritornello]

## Allenatori e presidenti
Di seguito l'elenco degli allenatori e dei presidenti.
- 1914-1935 ...
- 1935-1936  György Kőszegy
- 1936-1949 ...
- 1949-1950  Renato Bonardi
- 1950-1952 ...
- 1952-1953  Silvano Grassi
- 1953-1967 ...
- 1967-1968 ...
 Lino De Petrillo
- 1968-1970 ...
- 1970-1971  Bruno Cappellini
- 1971-2013 ...
- 2013-2014  Roberto Bucaioni (1ª-15ª)
 Roberto Castorina (16ª-30ª)
- 2014-2016  Roberto Castorina

- 1914-1923  Raffaello Cinelli
- 1923-1926  Maurizio Paoletti
- 1926-1935  Carlo Sestini
- 1935-1937  Aldo Del Taglia
- 1937-1941  Pasquale Poccianti
- 1941-1942  Giulio Corti
- 1942-1946  Ivo Lupi
- 1946-1947  Gino Nuti
- 1947-1948  Giovanni Masi
- 1948-1950  Renato Bonardi
- 1950-1951  Ugo Pratelli
- 1951-1952  Marino Volpi
- 1952-1955  Giovanni Checchi
- 1955-1956  Primo Rimediotti
- 1956-1957  Renato Bonardi
- 1957-1959  Enzo Sarti
- 1959-1961  Elio Tofani
- 1961-1963  Stelio Fantozzi
- 1963-1965  Giuliano Corti
- 1965-1971  Dario Lulli
- 1971-1981  Giuseppe Bonardi
- 1981-1985  Carlo Andrei
- 1985-1988  Giancarlo Nelli
- 1988-1991  Sergio Lippi
- 1991-1993  Giuseppe Bonardi
- 1993-1996  Giancarlo Nelli
- 1996-2007  Maurizio Nugi
- 2008-2016  Giampiero Morandi
- 2016-  Andrea Ballerini

## Calciatori

Piero Gonfiantini

Pur non ottenendo mai grandi risultati agonistici, il Signa 1914 ha avuto importanti giocatori che col passare del tempo sono riusciti a far carriera e successo in squadre maggiori. Tra questi ci sono Fulvio Nesti ed Egisto Pandolfini i quali fecero parte della Nazionale Italiana nei Mondiali del 1954 e Piero Gonfiantini che militò per ben dodici anni nella Fiorentina.
Altri importanti giocatori che, in gran parte, hanno iniziato la carriera con la maglia del Signa 1914 sono: Luigi Boni (portiere), Giovanni Checchi (difensore), Ivo Buzzegoli (difensore), Silvano Grassi (centrocampista), Mauro Mari (centrocampista), Graziano Gori (ala) e Antonio Ghedini (ala). Tra i più recenti va sicuramente ricordato anche Paolo Montagni, attaccante in grado di segnare oltre 250 gol in maglia gialloblù, miglior marcatore di sempre nella storia della società.

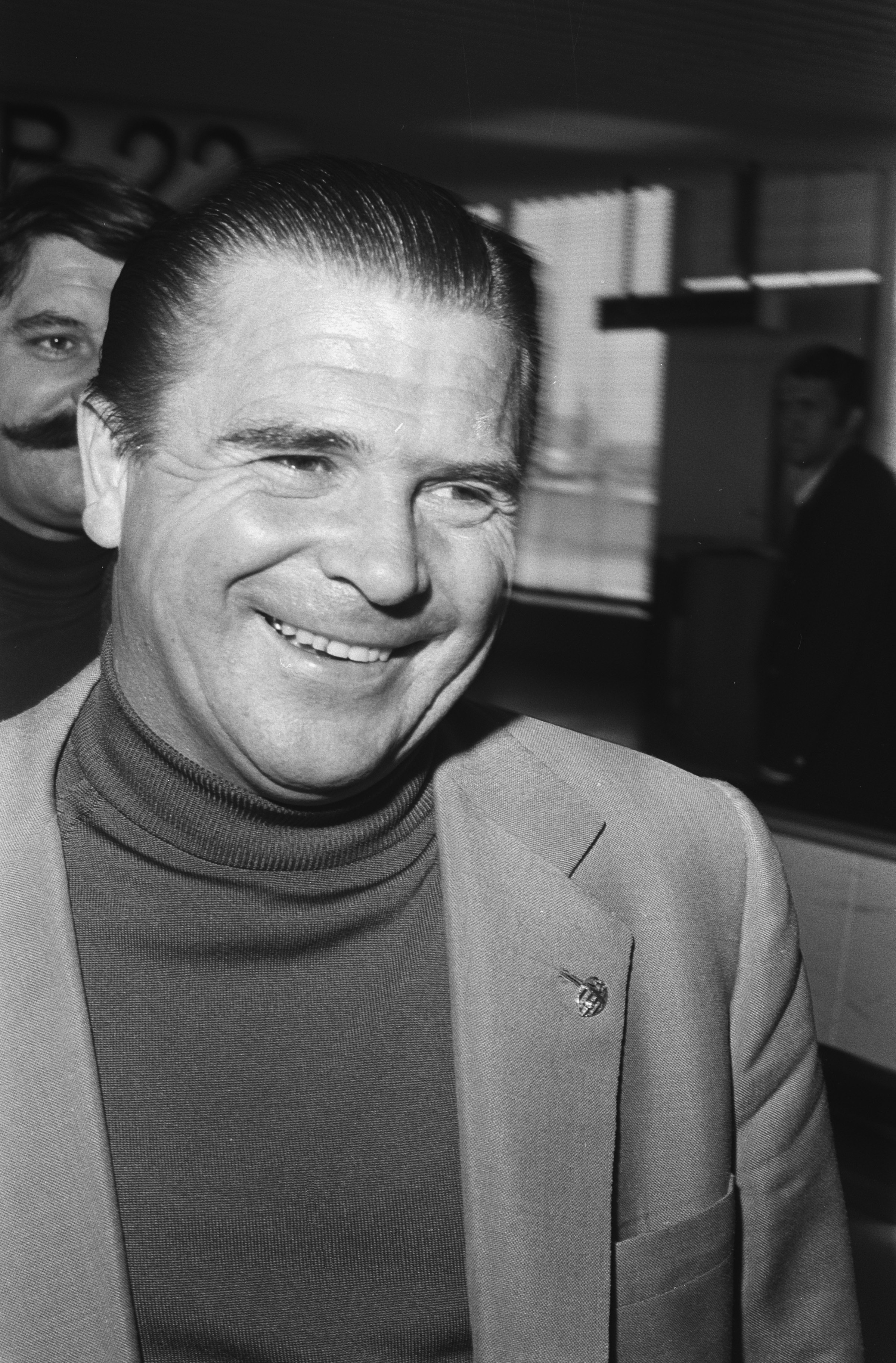
Ferenc Puskás

C'è da fare anche una menzione a Ferenc Puskás, che ha ufficiosaente indossato la maglia del Signa, pure se per una sola amichevole. A seguito della rivoluzione ungherese, nell'ottobre del 1956 l'attaccante si era rifugiato in Italia, a Bordighera, dove riceveva spesso visite dai dirigenti dei grandi club italiani, che cercavano invano di farlo firmare per le proprie società; tra questi c'è anche Renato Bonardi, che aveva tentato di portare il magiaro alla Fiorentina. Ferenc rifiutò, ma tra lui e Bonardi nacque comunque una grande amicizia, che porterà Puskás a far visita all'amico italiano nella sua città natale, Signa. Nel gennaio del 1958 Bonardi riuscì finalmente a convincere l'ungherese a tornare a giocare, non con la maglia viola bensì con quella della locale società cittadina; così il 23 gennaio il più forte calciatore dell'epoca scese in campo per il Signa, assieme a operai e carpentieri, in un'amichevole vinta per 3-0 contro la squadra Allievi dell'Empoli, i quali nonostante la sconfitta si tolsero la soddisfazione di aver negato la rete al centravanti magiaro.
A memoria di questo episodio, a Puskás è oggi intitolato un campo di calcio a Signa, il "Campo sportivo Puskas".

## Palmarès

### Competizioni regionali
- Promozione: 1

1948-1949 (girone H)
- Promozione: 1

2014-2015 (girone A)
- Prima Categoria: 1

1966-1967
- Campionato italiano di terza divisione: 1

1925-1926
- Seconda Categoria: 1

1985-1986 (girone F)

## Statistiche e record

### Partecipazione ai campionati
La tabella sottostante tiene conto di tutti i campionati disputati dalla società a livello nazionale e interregionale.
| Livello | Categoria         | Partecipazioni | Debutto   | Ultima stagione | Totale |
| ------- | ----------------- | -------------- | --------- | --------------- | ------ |
| 3º      | Terza Divisione   | 1              | 1925-1926 | 1925-1926       | 20     |
| 3º      | Seconda Divisione | 3              | 1926-1927 | 1928-1929       | 20     |
| 3º      | Prima Divisione   | 3              | 1932-1933 | 1934-1935       | 20     |
| 3º      | Serie C           | 13             | 1935-1936 | 1950-1951       | 20     |
| 4º      | Seconda Divisione | 1              | 1929-1930 | 1929-1930       | 10     |
| 4º      | Promozione        | 2              | 1948-1949 | 1951-1952       | 10     |
| 4º      | IV Serie          | 3              | 1952-1953 | 1954-1955       | 10     |
| 4º      | Serie D           | 4              | 1967-1968 | 1970-1971       | 10     |

La tabella sottostante tiene conto di tutti i campionati disputati dalla società a livello regionale.
| Livello | Categoria             | Partecipazioni | Debutto   | Ultima stagione | Totale |
| ------- | --------------------- | -------------- | --------- | --------------- | ------ |
| I       | Terza Divisione       | 3              | 1922-1923 | 1924-1925       | 33     |
| I       | Seconda Divisione     | 2              | 1930-1931 | 1931-1932       | 33     |
| I       | Promozione            | 9              | 1955-1956 | 1981-1982       | 33     |
| I       | Campionato Dilettanti | 2              | 1957-1958 | 1958-1959       | 33     |
| I       | Prima Categoria       | 8              | 1959-1960 | 1966-1967       | 33     |
| I       | Eccellenza            | 9              | 2002-2003 | 2021-2022       | 33     |
| II      | Promozione            | 1              | 1921-1922 | 1921-1922       | 34     |
| II      | Prima Categoria       | 11             | 1972-1973 | 1990-1991       | 34     |
| II      | Promozione            | 22             | 1991-1992 | 2014-2015       | 34     |
| III     | Seconda Categoria     | 2              | 1984-1985 | 1985-1986       | 3      |
| III     | Terza Categoria       | 1              | 1921-1922 | 1921-1922       | 3      |

### Statistiche individuali
Di seguito le top 10 dei primatisti di presenze e reti.
| Record di presenze - 414 Coli - 371 Montagni - 369 Mazzoni - 351 Biagioni - 351 Fabiani - 303 Rocchi - 259 Bonciani - 257 Marcacci - 253 Bartolini - 238 Mura | Record di reti - 253 Montagni - 77 Papucci - 51 Nardini - 51 Pasquinucci - 49 Renato Michelagnoli - 47 Giulio Becagli - 43 Fulvio Nesti - 40 Mangani - 37 Luciano Coppini - 37 Silvano Grassi - 36 Gianassi |